# Premier liga NS Zagrebačke županije
Premier liga NS Zagrebačke županije, do 2024. Jedinstvena županijska nogometna liga (JŽNL), predstavlja 6. stupanj nogometnih natjecanja u Hrvatskoj. U ovoj ligi prvoplasirani klub ide u viši rang – 4. NL Zagreb, a posljednji ispada u 1. ŽNL Zagrebačku.

## Prvaci
| sezona           | prvak                            |
| ---------------- | -------------------------------- |
| 1997./98.        |                                  |
| 1998./99.        | NK Dugo Selo                     |
| 1999./00.        | NK Turopoljac Kuče               |
| 2000./01.        | NK Napredak Velika Mlaka         |
| 2001./02.        | NK Graničar Gradip Tučenik       |
| 2002./03.        | NK Udarnik Kurilovec             |
| 2003./04.        | NK Vinogradar Mladina            |
| 2004./05.        | NK Radnik Velika Gorica          |
| 2005./06.        | NK Radnik Velika Gorica          |
| 2006./07.        |                                  |
| 2007./08.        | NK Sloga Blaškovec               |
| 2008./09.        | NK Jelačić Vukovina              |
| 2009./10.        | NK Savski Marof                  |
| 2010./11.        | NK Dinamo Hidrel                 |
| 2011./12.        | NK Polet Buševec                 |
| 2012./13.        | NK Klas Mičevec                  |
| 2013./14.        | NK Vinogradar Mladina            |
| 2014./15.        | NK Polet Buševec                 |
| 2015./16.        | NK Sava Strmec                   |
| 2016./17.        | NK Croatia Hrastje               |
| 2017./18.        | NK Bistra                        |
| 2018./19.        | NK Lukavec                       |
| 2019./20. ↓19/20 | NK Sutla-Laduč                   |
| 2020./21.        | NK Samobor                       |
| 2021./22.        | NK Naftaš Ivanić-Grad            |
| 2022./23.        | NK Jaska Vinogradar Jastrebarsko |
| 2023./24.        | NK Inker Zaprešić                |
| 2024./25.        | HNK Kobre Samobor                |

Napomene: 

↑19/20  – u sezoni 2019./20. prvenstvo prekinuto nakon jesenskog dijela zbog pandemije COVID-19 u svijetu i Hrvatskoj, prvak nije službeno proglašen 